# Evangelisch-reformierte Kirche Dorf-Güll

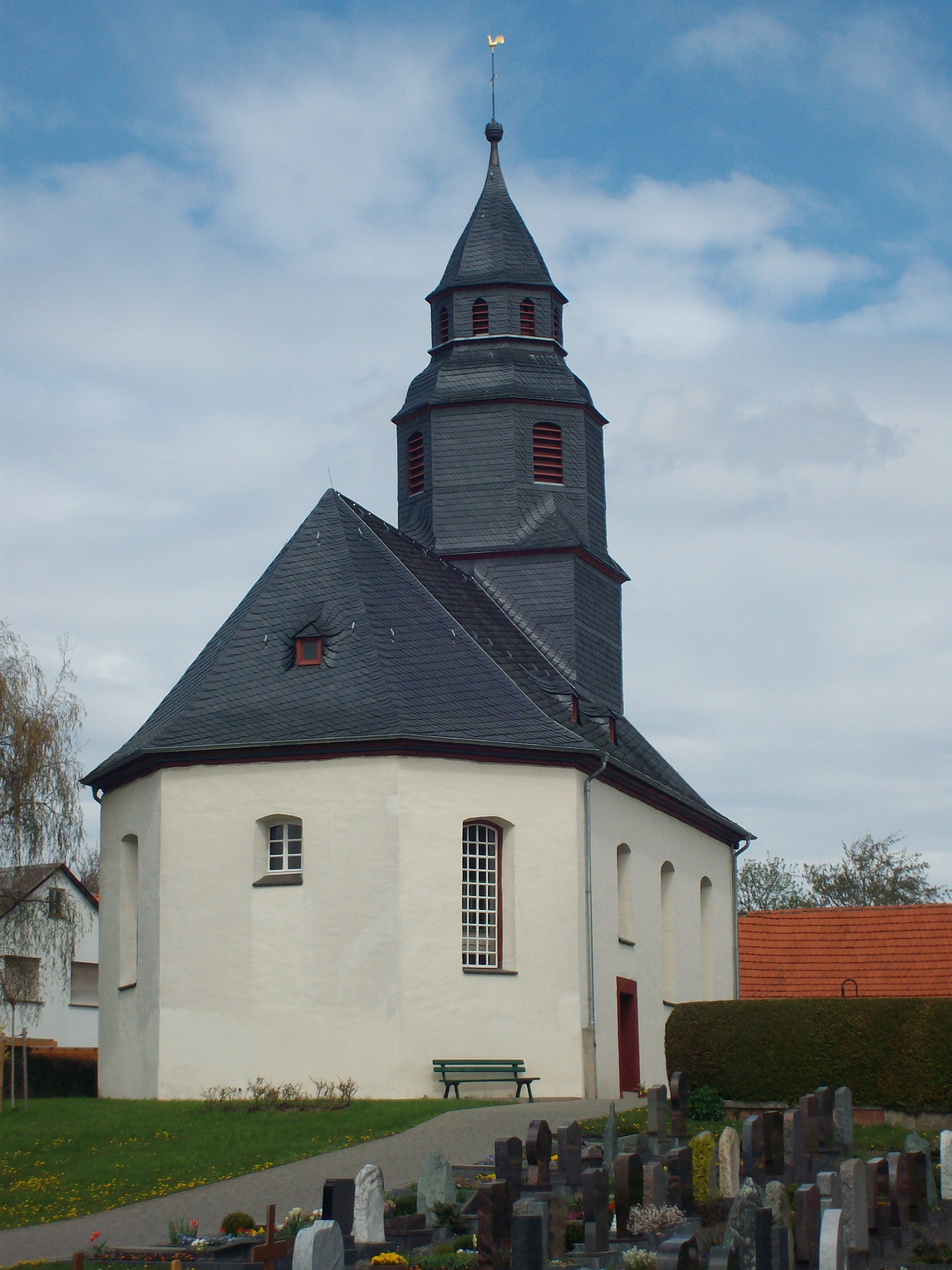
Kirche von Südosten

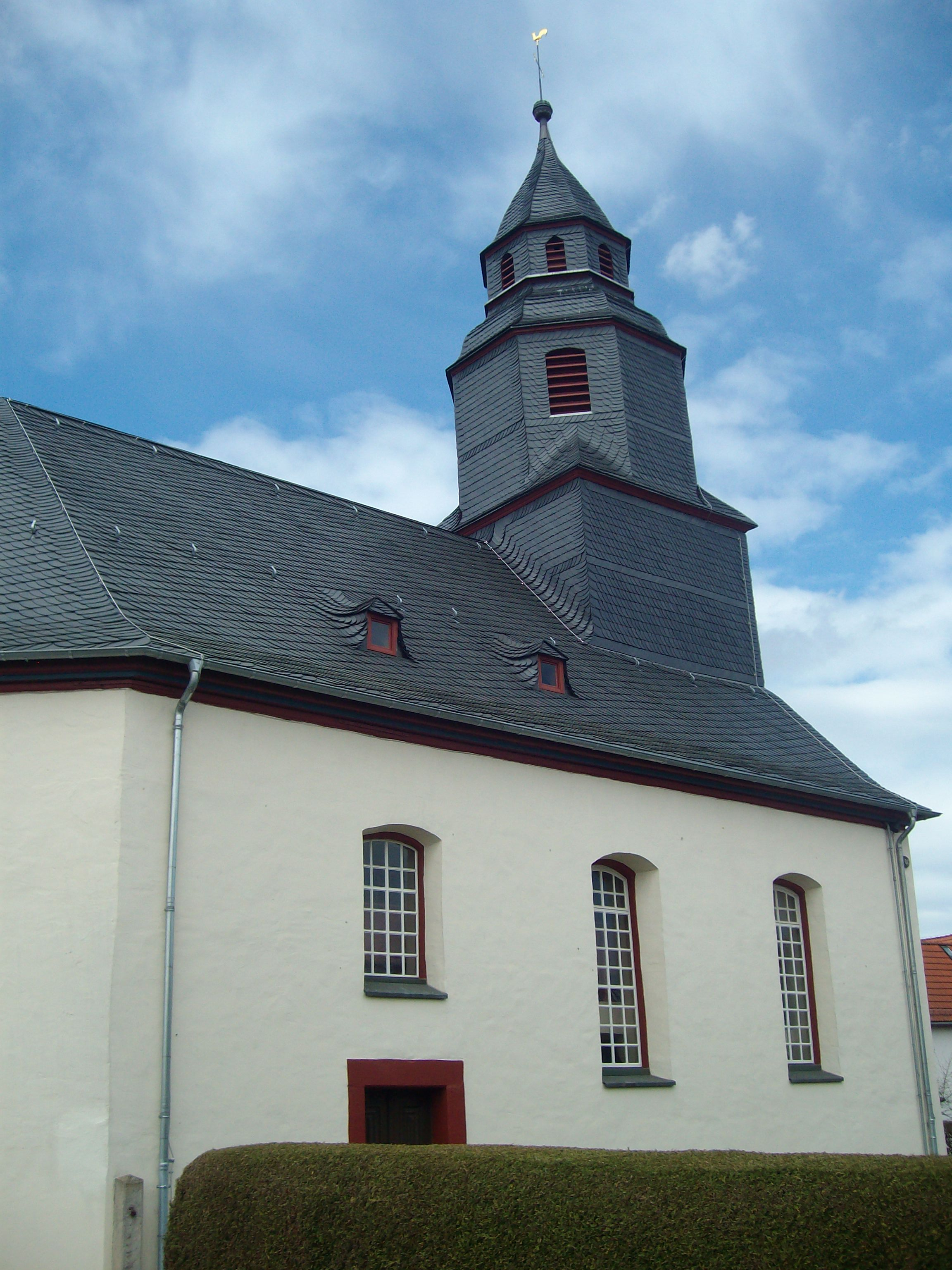
Ostseite

Die Evangelisch-reformierte Kirche Dorf-Güll wurde im Jahr 1737 in Dorf-Güll, einem Ortsteil von Pohlheim im Landkreis Gießen (Hessen), als Ersatz für eine Vorgänger-Kapelle gebaut. Sie prägt mit ihrem dreigeschossigen Turmhelm das Ortsbild und ist hessisches Kulturdenkmal.

## Geschichte
Im Jahr 1210 ist in Dorf-Güll eine Kapelle mit dem Patrozinium des hl. Michael nachgewiesen, dem ein Altar geweiht war. Hartmut von Trohe, dessen Familie zu den Herren von Güll gehörte, war zu jener Zeit Patronatsherr über Dorf-Güll und über die Kapelle in Rodenscheid. Adolf von Nordeck verkaufte im Jahr 1274 seinen Anteil am Patronatsrecht dem Kloster Arnsburg, dem Dorf-Güll ab Beginn des 16. Jahrhunderts ganz unterstand. Ab wann die Dorf-Güller Kapelle zur eigenständigen Pfarrei erhoben wurde, ist unbekannt. Im Jahr 1421 war Dorf-Güll noch der Mutterkirche Grüningen inkorporiert. Namentlich sind drei Kapläne aus vorreformatorischer Zeit bekannt, die als zweite Pfarrer in Grüningen wirkten und kirchliche Dienste in Dorf-Güll verrichteten: Kaplan Konrad (1421), Kaplan Rudolf Schadecker (1486) und Johann Doner (1505).
Im Zuge der Reformation nahm die Kirchengemeinde zunächst das lutherische Bekenntnis an, wechselte 1582 aber zum reformierten Bekenntnis, als das Gebiet an Solms-Braunfels fiel. Johann Beull, der im Jahr 1581 mit Gründung der Holzheimer Schule erster Schulmeister wurde, war gleichzeitig Pfarrer von Dorf-Güll und ist als erster evangelischer Pfarrer des Ortes greifbar. Ab 1594 betreute der Schulmeister von Holzheim, der Theologe Christoph Schiller, wieder Dorf-Güll. Diese Doppelfunktion hatte auch sein Nachfolger Peter Archa von 1599 bis 1624 inne. Als während des Dreißigjährigen Krieges Dorf-Güll 1624 an Hessen-Butzbach fiel, wurde die Gemeinde lutherisch, um 1643 wieder zum reformierten Bekenntnis zu wechseln, als der Ort an Solms-Braunfels zurückfiel. Während der 60 Jahre von 1708 bis 1768 hatte Dorf-Güll einen eigenen Pfarrer. Anschließend bildete Dorf-Güll zusammen mit Holzheim eine Pfarrei und wurde im Jahre 1900 dort eingepfarrt.
Bei der Kapelle, deren Dachstuhl an einem Sonntagmorgen im Jahr 1731 kurz vor Beginn des Gottesdienstes einstürzte und die 1737 dem Kirchenneubau wich, handelte es sich möglicherweise um die Kapelle aus romanischer Zeit. Außer der Ostung ist über deren Architektur nichts bekannt. Die neue Kirche wurde ebenfalls auf dem Friedhof errichtet, stand aber „zwerch“, also quer in Nord-Süd-Ausrichtung. Die Grundsteinlegung erfolgte am 31. Mai 1737. Bereits am 20. Oktober des Jahres fand die erste Taufe im neuen Gotteshaus statt. Die Inneneinrichtung wie das Kirchengestühl wurde erst 1738 fertiggestellt.
Die Außenmauern blieben fast 250 Jahre unverputzt. Nachdem zunächst nur eine Nord- und Ostempore eingebaut waren, wurden im 19. Jahrhundert, wohl infolge des Orgelneubaus 1839, die südliche Orgelempore ergänzt und die Brüstung erneuert. Im Jahr 1854 wurde im Zuge einer Kirchenrenovierung ein hölzerner Abendmahlstisch angeschafft, 1889 ein Ofen eingebaut und im Jahr 1900 ein Kronleuchter aufgehängt.
Im Jahr 1926 wurde das Kircheninnere ohne Genehmigung gestrichen. 1973/74 erfolgte eine Innenrenovierung. Im Zuge der letzten Renovierung wurde die in den 1950er Jahren installierte Elektrofußheizung durch eine Sitzbankheizung ersetzt und wurden die Außenwände weiß verputzt. Zum 275. Bestehen der Kirche wurde die Sanierung des Kirchendaches, deren Balken durch Feuchtigkeit Schaden gelitten hatten, und des Kirchturms sowie die Renovierung des Innenraums abgeschlossen. Nach anderthalbjähriger Renovierungszeit wurde das Gotteshaus am 26. August 2012 feierlich wieder in Gebrauch genommen.

## Architektur

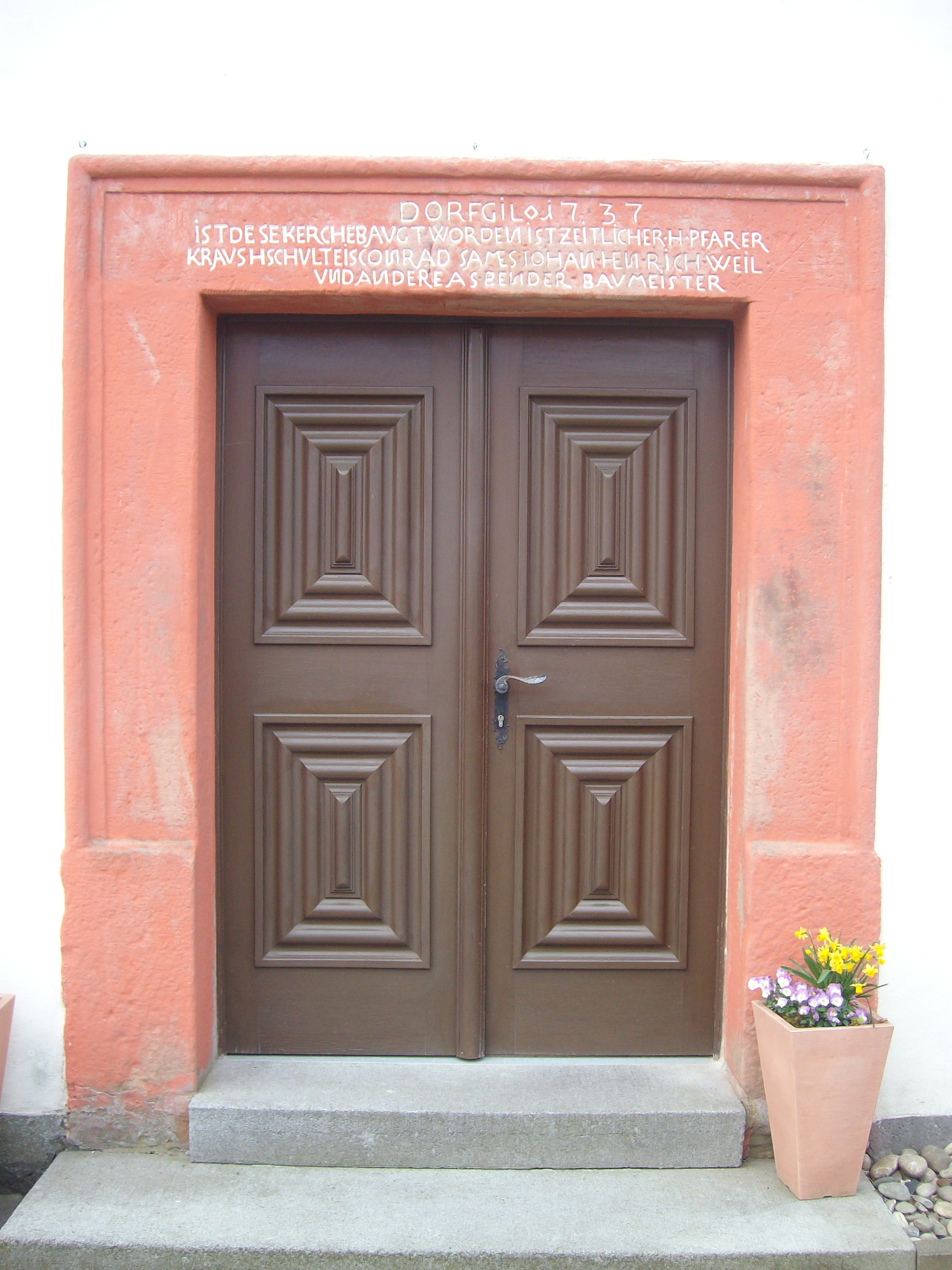
Nordportal mit Bauinschrift

Die kleine, aus Bruchstein gemauerte Saalkirche auf rechteckigem Grundriss wurde auf dem höchsten Punkt der bebauten Wohnfläche des Ortes errichtet. Sie ist nord-südlich ausgerichtet und hat einen 3/8-Chorabschluss im Süden. Die Barockkirche greift durch den gotisierenden Chor auf mittelalterliche Gestaltungselemente zurück. Die Eckquader bestehen aus Londorfer Basaltlava (Lungstein). Der Haupteingang im Norden und der Nebeneingang im Osten werden von Sandstein gerahmt. Im Türsturz des Nordportals ist die Inschrift angebracht: „DORF GILO 1737 IST DESE KERCHE BAUGT WORDEN IST ZEITLICHER H. PFARER KRAUS H. SCHULTEIS CONRAD SAMES JOHAN HENRICH WEIL UND ANDEREAS BENDER BAUMEISTER“. Der Innenraum erhält durch große Fenster mit Segmentbögen an den Langseiten und in der Apsis Licht. Hingegen wird das sehr kleine mittlere Chorfenster heute von der Orgel verdeckt. Das steile Satteldach ist geschiefert und wird durch die originalen Dachgauben gegliedert.
Über dem Nordportal erhebt sich ein dreigeschossiger, geschieferter Turmhelm. Der untere kubusförmige Teil geht in den achtseitigen Glockenstuhl über, der vier Schallarkaden aufweist und drei Bronzeglocken beherbergt. Darüber ist auf einem geschweiften Pultdach die achtseitige Laterne angebracht, die von einem Spitzdach abgeschlossen wird. Der Turm wird von einer Turmkugel, einem Kreuz und einem Wetterhahn bekrönt.
Die Kirche wird von einem ummauerten Kirchhof umschlossen.

## Ausstattung

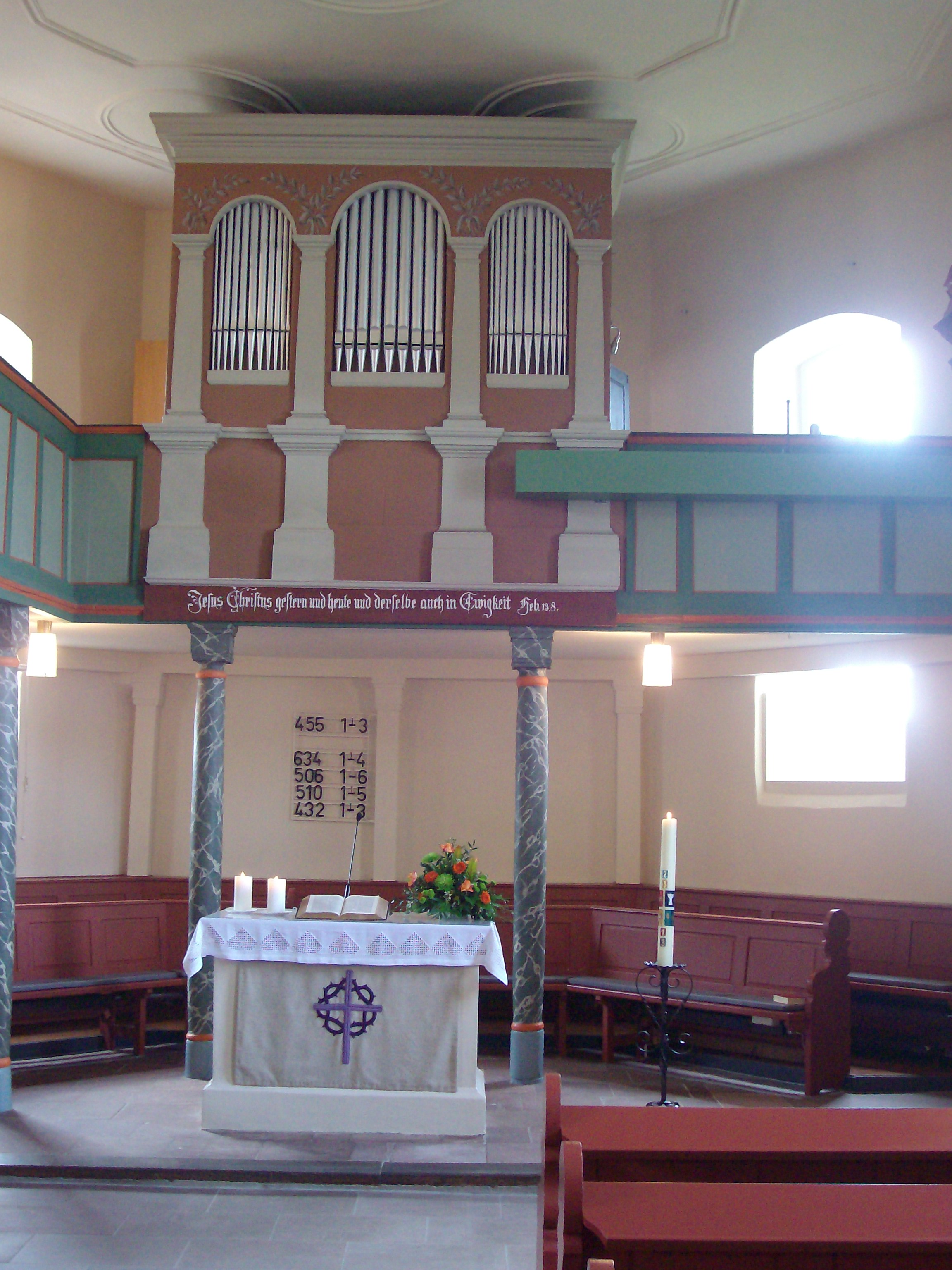
Bernhard-Orgel von 1839

Der schlichte, flachgedeckte Innenraum wird von Grün- und Rottönen beherrscht. An drei Seiten ist eine umlaufende, kassettierte Empore eingebaut, die von insgesamt sieben marmorierten Holzpfosten gestützt wird. Während die älteren Winkelemporen auf Tragebalken im Mauerwerk ruhen, ist die später ergänzte Südempore auf Wandstützen konstruiert. Die flache Decke wird durch geometrisches Stuckwerk gegliedert. Das hölzerne Kirchengestühl und die Emporen bieten 200 Besuchern Platz.
Der Chorbereich ist um eine Stufe erhöht. Der Altar ist schlicht aufgemauert und weiß verputzt. Er wird von einer profilierten, rot gestrichenen Platte abgeschlossen. Im Chorabschluss sind zwei Reihen mit Kirchenbänken aufgestellt. Der Fußboden wird aus roten Sandsteinplatten gebildet, unter den Bänken im Schiff ist Parkett gelegt.
Ältester Einrichtungsgegenstand ist die Kanzel an der Westwand aus der zweiten Hälfte des 17. Jahrhunderts. Die viereckige Kanzel hat profilierte Felder und wird von einem kleinen Schalldeckel abgeschlossen, der von Schnitzwerk mit Vierpass-Ornamenten bekrönt wird.

## Orgel
Die Kirche war zunächst ohne Orgel. Im Jahr 1804 wurde die gebrauchte Orgel der Schlosskirche Braunfels der Dorf-Güller Kirchengemeinde angeboten, die das Angebot jedoch nicht annahm. Stattdessen schuf Johann Hartmann Bernhard aus Romrod im Jahr 1839 eine neue Orgel. Gegenüber dem Vertrag, der neun Register auf einem Manual und Pedal vorsah, ist sie um ein Register (Solitional 8′) verkleinert oder wurde später umgebaut. Bis auf die Prospektpfeifen ist das Werk vollständig erhalten. Im Prospekt gliedern vier Pilaster drei große Rundbogenfelder. Die Disposition lautet:
| Manual C–f3   |       |
| Bordun        | 8′    |
| Spitzflöte    | 8′    |
| Prinzipal     | 4′    |
| Flöte travers | 4′    |
| Quinte        | 2 ⁄3′ |
| Oktav         | 2′    |
| Mixtur III    |       |

| Pedal C–f0 |     |
| Subbass    | 16′ |

- Koppeln: I/P

## Glocken
1861 existierten zwei Glocken, die um eine dritte von der Glockengießerei Bach ergänzt wurden. Die zwei größten mussten 1917 für die Rüstungsindustrie abgetreten werden und wurden später durch neue von der Glockengießerei Rincker ersetzt. Die zwei größten Glocken wurden zu Beginn des Zweiten Weltkriegs abgegeben und wurden 1950 durch neue von der Firma Rincker ersetzt.
Heute besitzt die Kirche besitzt ein Dreiergeläut mit Glocken von 1931 und 1950. Die Tonkombination der drei Glocken wird als „Te Deum“ bezeichnet.
| Nr. | Gussjahr | Gießer, Gussort | Schlagton (HT-1/16) |
| 1   | 1950     | Gebr. Rincker   | h1                  |
| 2   | 1950     | Gebr. Rincker   | d2                  |
| 3   | 1931     | F. W. Rincker   | e2                  |

## Kirchengemeinde
Die Kirchengemeinde umfasst etwa 660 Mitglieder und ist mit Holzheim pfarramtlich verbunden; sie gehört zum Dekanat Gießener Land in der Propstei Oberhessen in der Evangelischen Kirche in Hessen und Nassau. Seit 1998 steht ein Gemeindehaus zur Verfügung.

## Pfarrer
Von 1708 bis 1768 hatte Dorf-Güll einen eigenen Pfarrer, von 1633 bis 1708 und nach 1768 teilte sich die Kirchengemeinde einen gemeinsamen Pfarrer mit Holzheim. Seit der Reformationszeit sind folgende evangelische Pfarrer nachgewiesen.
- 1581–1584: Johann Beull
- 1594–1599: Christoph Schiller
- 1599–1624: Peter Archa
- 1624–1626: Hermann Hubert
- 1626–1633: Sebastian Heyland
- 1633–1635: Hermann Holwegk
- 163500000: Heinrich Ebert
- 1635–1647: Johannes Runckel
- 1647–1670: Konrad Bröder
- 1671–1706: Johannes Bröder (Sohn von Konrad Bröder)
- 1706–1708: Johann Kaspar Müller
- 1708–1712: Johann Georg Graf
- 1712–1717: Gottfried Brickel
- 1717–1749: Kaspar Krausch
- 1749–1750: Johann Konrad Krausch (Sohn von Kaspar Krausch)
- 1750–1768: Johann Peter Schauß
- 1768–1787: Theodor Christoph Müller
- 1788–1802: Johann Siebert
- 1802–1805: Franz Ludwig Carriere (Vikar von Griedel)
- 1805–1815: Ludwig Christian Gifhorn
- 1815–1853: Martin Heidolph
- 1852–1853: Friedrich Helwig (Assistent)
- 1853–1859: Otto Heinrichs (Vikar)
- 1859–1861: Karl Ferdinand Bingmann
- 1861–1874: Ludwig Friedrich Hofmann
- 1874–1876: Pfarrer Berwig (Verwaltung aus Eberstadt)
- 1876–1879: Hermann Seipp (Vikar)
- 1879–1882: Hermann Wilhelm Seibel
- 1882–1885: Pfarrer Walz (Verwaltung aus Eberstadt)
- 1885–1896: Wilhelm Veller
- 1896–1897: Adam Heußel
- 1897–1924: Ludwig Freitag
- 1925–1930: Emil Karl Theodor Weber
- 1930–1934: Wilhelm Schmidt (Missionar)
- 1947–1954: Karl Launhardt
- 1955–1959: Johann Schär-Conradi
- 1959–1970: Erich Conradi
- 1970–1983: Ernst-Walter Theiß
- 1985–1995: Hans Theo und Petra Daum
- 199600000: Jörg Stähler
- 1997–2005: Stefan Schneider
- 2006–2008: Gisela Ottstadt
- 2009–2014: Mirjam Welsch
- 2015-heute: Matthias Bubel